# Прондзев (Ленчицький повіт)
Прондзев (пол. Prądzew) — село в Польщі, у гміні Ленчиця Ленчицького повіту Лодзинського воєводства.
Населення — 120 осіб (2011).
У 1975-1998 роках село належало до Плоцького воєводства.

## Демографія
Демографічна структура станом на 31 березня 2011 року:
|          | Загалом | Допрацездатний вік | Працездатний вік | Постпрацездатний вік |
| -------- | ------- | ------------------ | ---------------- | -------------------- |
| Чоловіки | 60      | 18                 | 36               | 6                    |
| Жінки    | 60      | 11                 | 34               | 15                   |
| Разом    | 120     | 29                 | 70               | 21                   |